# Departamento de San Martín (kommun i Argentina, Santa Fe)
Departamento de San Martín är en kommun i Argentina.   Den ligger i provinsen Santa Fe, i den centrala delen av landet, 400 km nordväst om huvudstaden Buenos Aires. Antalet invånare är 60 698.
Trakten runt Departamento de San Martín består till största delen av jordbruksmark. Runt Departamento de San Martín är det glesbefolkat, med 13 invånare per kvadratkilometer.